# ロードサイド店舗

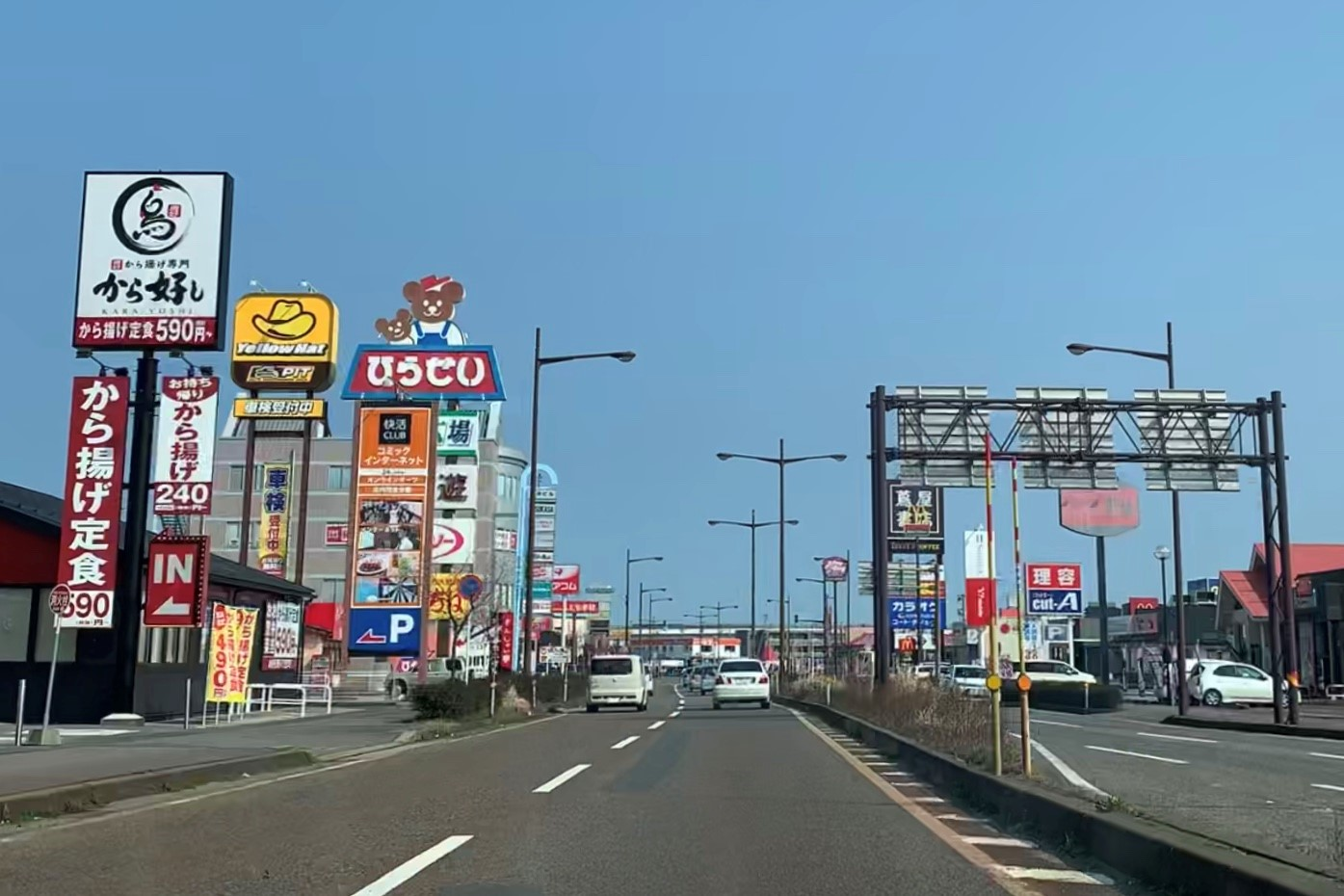
国道460号（新発田南バイパス）沿いに集積するロードサイド店舗

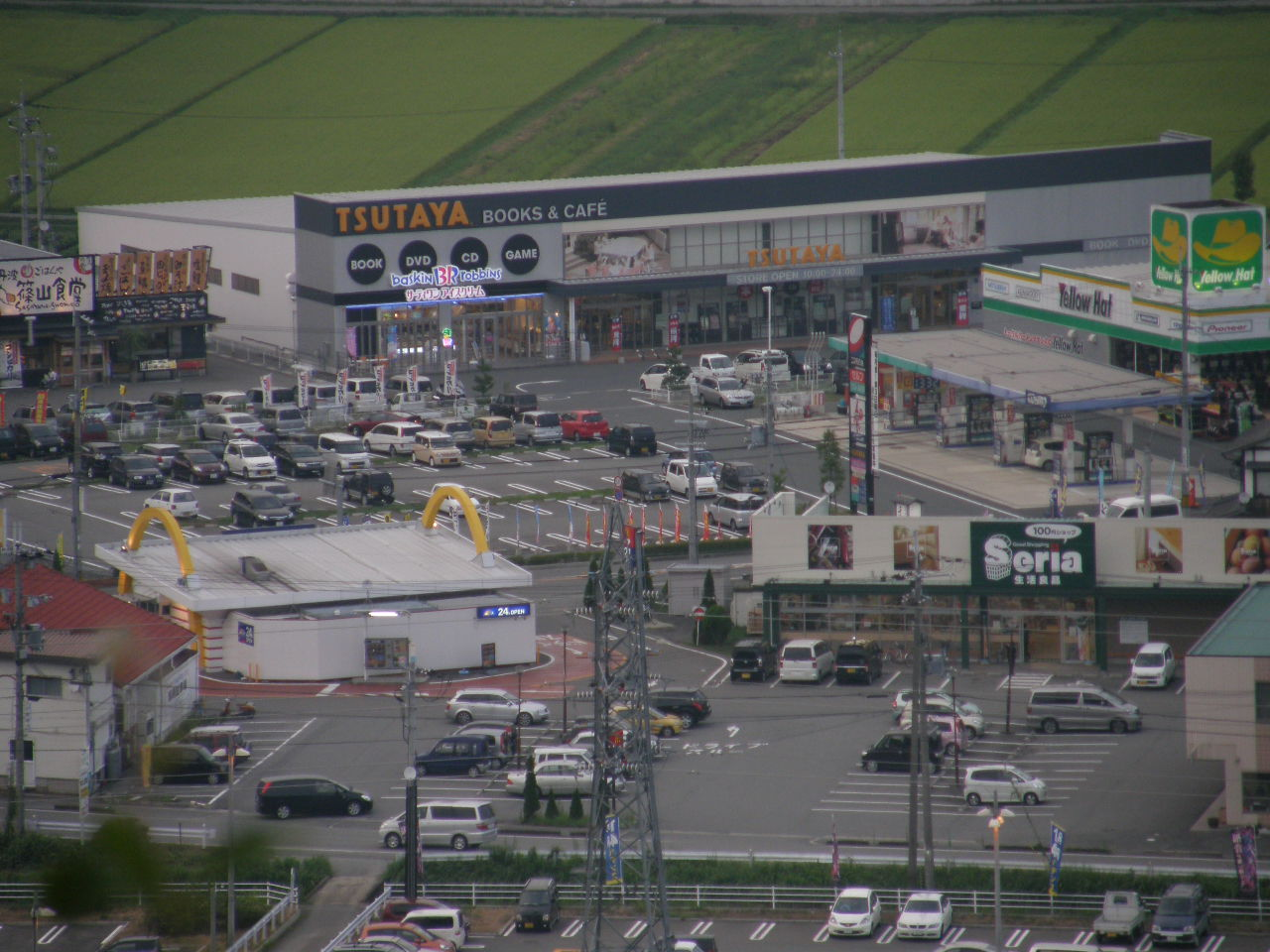
集客相乗効果を狙ってロードサイド店舗が集中している場所（兵庫県丹波篠山市）

ロードサイド店舗（ロードサイドてんぽ）とは、幹線道路など通行量の多い道路の沿線において、自家用車・オートバイ（原動機付自転車）でのアクセスが主たる集客方法である店舗のこと。特に郊外の主要幹線道路沿いに立地するものを指す場合が多い。「ロードサイド」とは沿道のこと。

## 概要
自家用車を主な交通手段とし、車道をアクセス動線として店舗に付帯する大規模な駐車場を集客装置とする商店形態をとっている。また、鉄道駅や住宅団地などからシャトルバス（無料送迎バス）を運行している商業施設もあるが、自家用車利用による来客者が圧倒的多数であり、全来客者数に対しシャトルバス利用者の占める割合は非常に低い。
営業時間は、深夜営業もしくは24時間営業する店舗もあり、業態はコンビニエンスストアやラーメン店から、ショッピングモールなどの大型複合商業施設まで多岐にわたる。

## 由来
ロードサイド店舗の名付け親は、チヨダの社長であった舟橋政男とされる。舟橋が日本経済新聞社からインタビューを受けた際、記者から「チヨダの郊外店は」というように「郊外」という言葉を何度も聞かされた。それに対して舟橋は「郊外というのは周りに何もないようなところを言うのではないか、私達が出店しているのは人口急増地帯だ」と答えた。記者が「では何と言えばいいのか」と問うたところ、舟橋は「ロードサイドとでも言えばいいんじゃないの」と何気なく答えた。これを記者が気に入り「ロードサイドショップ」という言葉で今後は行こうということになった。

## 歴史
1960年代後半、高度経済成長とともに自家用車を所有する家庭が増え、モータリゼーションが発達した。生活圏の範囲が広がったことにより郊外ではガソリンスタンドやスーパーマーケット、都市部ではドライブインやモーテル、24時間経営の自動販売機を集めたオートレストラン（オートスナックまたはコインスナック）といった商業施設が現れ始めた。
1969年（昭和44年）に、日本初の郊外型ショッピングセンターである玉川髙島屋ショッピングセンターが二子玉川にオープン。しかし、開店当初は客寄せに苦労したと言われている。
1970年代になると、無料駐車場を完備したファミリーレストランやホームセンターが出店し始め、ファミリーレストランのすかいらーくが1970年（昭和45年）に東京都府中市に、ホームセンターのドイトが1972年（昭和47年）に埼玉県与野市（現在のさいたま市中央区）に初出店している。その後、洋服の青山（青山商事）が1974年（昭和49年）に広島県東広島市に、東京靴流通センター（チヨダ）が1977年（昭和52年）に埼玉県入間郡鶴ヶ島町（現在の鶴ヶ島市）に初出店した。これらの店舗は、当時「大規模小売店舗における小売業の事業活動の調整に関する法律（大規模小売店舗法）」が施行されていたため、店舗面積を500m2未満に押さえたスタイルで出店を進めていった。
1980年代になると、特に地方においては1人1台自動車を保有するようになってきた。また、中心市街地を回避するバイパス道路完成とともに道路沿線に比較的大規模な土地が供給され、カー用品・タイヤ専門店・自動車ディーラーなども出店し始めた。
1990年代に入ってバブル崩壊し地価が下落し始めると郊外にはさらに多様な業種が参入し、コンビニエンスストアやレンタルビデオ店、量販店や家具店、ホームセンターなどが出店攻勢に出て激烈な競争となった。ダイエーは寂れ始めた地方の駅前の店舗を多く残していたため衰退し、ロードサイド集中を進めたジャスコ（現在のイオン）が拡大する形となった。イトーヨーカドーも駅前寄りだったが大都市圏の駅前が多かったためなんとか生き残るものの、地方都市からの撤退を余儀なくされた。家電量販店業界では、売場面積の規制が厳しかった時代に店舗網を広げたコジマに対して、大規模店舗で攻めたヤマダ電機→ヤマダデンキが台頭していった。
2000年代になると「大規模小売店舗立地法」が施行されたことにより、アウトレットモール、家電量販店、総合スーパーの郊外化が急速に進んだ。数百台から数千台規模の駐車場があり、映画館（シネマコンプレックス）や遊技場などを兼ね備えた複合商業施設も誕生した。

## 地域

### 関東地方
関東地方では、群馬県では比較的早い時期からモータリゼーションが発達しており、1966年（昭和41年）の高崎前橋バイパス開通に伴い、1967年（昭和42年）には沿線に「高崎卸商業団地」が造成され、多種多様なロードサイド型店舗の立地が進んだ。北関東地域では、高崎市の高崎市道高崎環状線、栃木県宇都宮市の宇都宮環状道路（宮環）西〜北西区間、茨城県水戸市の国道50号（水戸バイパス）の各沿線に多く見られ、南関東地域では千葉県から神奈川県にかけての国道16号沿線もロードサイド店舗が多く見受けられる。また、神奈川県内の国道246号沿線（東京・横浜バイパス・大和厚木バイパス）や埼玉県さいたま市から戸田市にかけての国道17号（新大宮バイパス）や、同県草加市から越谷市にかけての国道4号（草加バイパス）沿線にも多い。

### 近畿地方
兵庫県加古川市の東加古川地区および高砂市にまたがる宝殿地区にはロードサイド店舗が多い。一方で元の中心地の加古川町には少なく住宅街や文教地区として使われている。

### 北陸地方
北陸地方では、新潟県上越市の北陸自動車道 上越IC付近、石川県金沢市の国道8号（金沢バイパス）沿線などでロードサイド店舗が発達している。

### 沖縄県
沖縄県では国道58号沿いにロードサイド店舗がある。沖縄県には鉄道路線がなかったため「駅前商店街」の概念がなく、密集する商店街の発展が見込めなかったことや、旧市街地が戦後アメリカ軍に接収されたことなどが考えられる。

### その他の都市

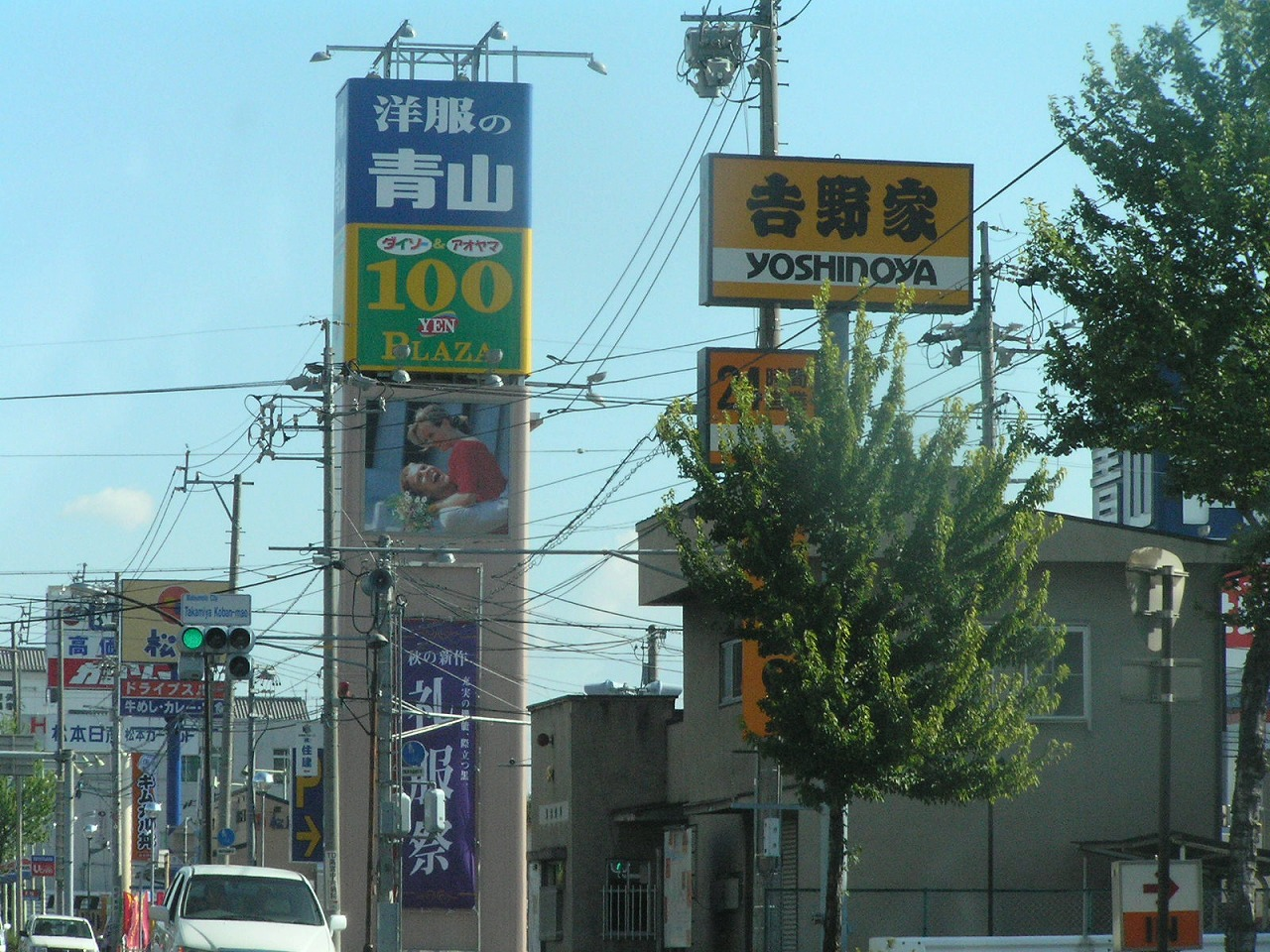
長野県の幹線沿いに林立するロードサイド型店舗の看板

都市圏人口が少ない地域（県庁所在地から離れた地域）の場合も、10万人未満の地方でも利便性に優れるなどの場合は、ある程度の店舗密集地になっている。

#### 東日本
東日本
- 北海道岩見沢市の国道12号（岩見沢バイパス）沿線
- 北海道恵庭市の国道36号（恵庭バイパス）沿線
- 北海道登別市の北海道道782号上登別室蘭線沿線
- 茨城県神栖市から鹿嶋市にかけての国道124号沿線
- 千葉県木更津市の国道16号沿線
- 千葉県東金市から旭市にかけての国道126号沿線
- 千葉県大網白里市から茂原市にかけての国道128号沿線
- 千葉県千葉市の国道357号沿線
- 千葉県印西市の国道464号沿線
- 神奈川県藤沢市から大和市にかけての国道467号沿線

#### 中部地方
中部地方、すなわち東日本と西日本の中間の地域。
- 愛知県名古屋市名東区から長久手市にかけて（おおむね長久手古戦場駅の西まで）の県道60号・県道6号（東山通・グリーンロード）沿線
- 岐阜県羽島郡岐南町の国道21号（岐大バイパス）沿線

#### 西日本
西日本
- 広島県東広島市御薗宇地区（国道375号線御薗宇バイパス沿線）、寺家・八本松地区（国道486号沿線）
- 広島県広島市安佐南区緑井・八木地区（国道54号線佐東バイパス沿線）
- 岡山県岡山市中区、市街地の東郊にある、国道250号線（2号線旧道）の二本松バス停付近～宍甘（しじかい）交差点付近のおよそ3.5km
- 岡山県岡山市北区、市街地の西郊にある、県道242号線の高柳東町バス停付近～西消防署付近のおよそ2km
- 岡山県岡山市北区・南区、市街地の南郊にある、国道30号線の岡山南高校付近～当新田東交差点付近のおよそ3km
- 岡山県倉敷市笹沖・西中新田・吉岡地区の市道古城池線沿線（ロードサイド店舗で形成された商店街「笹沖商店街」がある）[6]
- 山口県宇部市や山陽小野田市などの国道190号周辺の平野部、下関市の国道2号（小月バイパス）周辺や山口県道259号新下関停車場線の沿線
- 福岡県田川市川宮地区・糒地区・下伊田地区・夏吉地区、同田川郡香春町の国道201号沿線
- 佐賀県唐津市鏡の国道202号、和多田から神田までの国道204号
- 宮崎県日向市日知屋地区から同財光寺地区までの国道10号沿線
- 宮崎県日南市吾田地区・油津地区の国道222号沿線
- 沖縄県中頭郡北谷町の国道58号沿線（美浜地区）

## メリットとデメリット

### メリット
ロードサイド店舗は都市部の商店街（アーケード）などと比較して地価が安いため床面積を広く取ることができ、大型商品も取り揃えることができるなど品揃えも充実している。このためバイパス道路沿いなどに、全国展開するチェーンストア（フランチャイズ店舗など）が連なり、集客力を高めている。

#### その他の利点
- 敷地が広大で店舗面積が大きく、複数の店舗が入居しているため、圧倒的に豊富な品揃えを実現できる。

- 大量生産・大量仕入れ・大量販売方式により、旧業態の店舗に比べ商品価格が安価となる。

- 同様の理由でコストパフォーマンスに優れた高性能な商品が多くなる傾向がある。

- 複数の店舗が一堂に会しており、多くの商品を限られた時間でまとめ買いできるため、効率のよい買物ができる。

- 自動車での来店を想定しているため、重い商品や大型商品なども購入できる。

- 十分な数の駐車場が整備されており車の置き場所に困らず、路上への違法駐車がほとんど発生しない。

- 都心部から外れた場所に店舗が設置されるため、都心部まで買い物に出かけなくても地元で用事が足りるようになる。これは利用者だけでなく、配送業者にとっても店舗への納品にかかる時間を短縮できる利点がある。

### デメリット
- 自家用車を持てない・運転できない・不安がある利用者の来店が困難となる。

- 店舗の敷地面積が広く、広大な駐車場を持つことで駐車場から店舗間の距離が遠大になる。

- 高齢者や障害者など交通弱者による徒歩でのウィンドウショッピングが困難になる。

- モータリゼーションが進んでいる一方で名古屋市など鉄道が多い地域もある東海地方では、2010年代前後より駅前タワーマンション建設など居住機能の都心回帰、若者の車離れに起因する運転免許保有者数の減少、高齢化の進行などによって従来の車保有前提のライフスタイルに変化が生じつつあることなどから、郊外店舗は集客力や従業員確保の面で苦境に立たされている[7]。

- 交通量の増加により、周辺地域の渋滞や交通事故が誘発されることがある。このことは新規出店の際に地元との軋轢を生む原因ともなる。

- 客の大半は自動車で来店することから、ガソリン価格の推移が客足にも影響を与える[8]。

- 全国チェーン規模の大手が多く、地域外資本の店舗の場合、別地域に富が流出する[9]。

## ロードサイド店舗の主な種類
- ショッピングセンター
- ホームセンター
- 紳士服店
- 家電量販店
- 複合商業施設
- 自動車ディーラー
- ボウリング場
- シネマコンプレックス
- ディスカウントストア
- スーパーセンター
- アウトレットモール
- カー用品店
- スポーツ用品店
- コンビニエンスストア
- ドラッグストア
- ファミリーレストラン
- ファーストフード店（ドライブスルー）
- 回転寿司店 - 1975年（昭和50年）に元気寿司が宇都宮市内に開店した大曽店（現在は閉店）が最初。
- 新古書店
- レンタルビデオ店
- ゲームセンター
- インターネットカフェ
- パチンコ店
- 消費者金融
- ホテル